# Ali Parvin
Ali Parvin (علي بروين; * 25. September 1946 in Teheran) ist ein ehemaliger iranischer Fußballspieler. Er gilt als einer der erfolgreichsten Spieler in der Geschichte des iranischen Fußballs und gehörte zur so genannten „Goldenen Mannschaft“ der 1970er Jahre.

## Karriere
Ali Parvin wurde in Nasihabad, einem Vorort Teherans, geboren. Er war ein klassischer Straßenfußballer, wo man ihn auch entdeckte. Der Alborz F.C., das Reserveteam von Kian F.C., scoutete und verpflichtete ihn. Nach wenigen Spielen bei Kian F.C. nahm ihn Paykan Teheran unter Vertrag.
Seinen Durchbruch schaffte er im Jahr 1970 mit seinem Wechsel zum iranischen Rekordmeister Persepolis Teheran, nachdem Paykan sich auflöste. Parvin wurde im selben Jahr Nationalspieler. Die 1970er Jahre waren die bedeutendsten des Fußballspielers Parvin. Am 7. September 1973 fertigten Ali Parvin, Homayoun Behzadi (Hattrick), Iraj Soleimani (2 Treffer), Hossein Kalani (1 Treffer) und die restlichen ghermezpooshan-e paytakht (deutsch Die rot tragenden Hauptstädter), womit Persepolis Teheran gemeint ist, den damaligen Taj F.C. (heute: Esteghlal Teheran) im altehrwürdigen Stadtderby mit 6:0 ab, der bislang höchste Sieg über den ewigen Rivalen. Die legendäre Nr. 7 – Persepolis Teheran hat die Rückennummer ihres populären Spielers Parvin nach dessen Karriereende für immer gesperrt (englisch retired number), nur sein Sohn durfte die 7 für eine bestimmte Zeit tragen – feierte in den 1970er Jahren drei Meisterschaften (1971/1972, 1973/1974, 1975/1976), drei Vizemeisterschaften (1974/1975, 1976/1977, 1977/1978) und den Teheran Hazfi Cup (1978/1979) mit Persepolis Teheran. Er dominierte nicht nur den iranischen Klubfußball der 1970er Jahre, Parvin war auch maßgeblich an allen Erfolgen der iranischen Fußballnationalmannschaft, die stärkste Nationalelf Asiens in den 1970er Jahren, beteiligt. Zu den größten Erfolgen gehörten zwei Asienmeisterschaften (1972, 1976) und die Teilnahme an der WM 1978 in Argentinien.
Nach der islamischen Revolution wurde der Soltan (deutsch Sultan), so wie er von vielen seiner Fans auch heute noch bezeichnet wird, Spielertrainer bei Persepolis Teheran. In den 1980er Jahren führte er den Verein unter den schwersten Bedingungen, wobei er viele Male die Rechnungen mit eigenem Vermögen beglich und somit seinen Verein vor der Insolvenz rettete. Trotz aller Schwierigkeiten schaffte Parvin etwas nahezu Unmögliches. Während sich der Irak und Iran im ersten Golfkrieg acht Jahre lang bombardierten, gewann er mit seinem Verein viermal den Tehran League Cup (1981/1982, 1983/1984, 1985/1986, 1986/1987), die inoffizielle iranische Meisterschaft der 1980er Jahre, dreimal den Einzug in das Endspiel des Tehran Hazfi Cup, den man zweimal (1981/1982, 1986/1987) gewann und den iranischen Pokal (Hazfi Cup) in der Spielzeit 1987/1988. Auch nach dem Irak-Iran-Krieg waren Parvin und seine Mannen erfolgshungrig: in der Spielzeit 1988/1989 gewann man eine weitere inoffizielle iranische Meisterschaft, die so genannte Hevdah-e-Shahrivar League und nur ein Jahr später, in der Spielzeit 1989/1990, wurde man iranischer Vizemeister in der Qods League.
Im Jahr 1989 wurde Ali Parvin auch Trainer der iranischen Nationalmannschaft. 1990 holte er mit dem Iran Gold bei den Asienspielen in China. Nur wenige Monate später gewann er mit Persepolis Teheran den damals neu geschaffenen Asiatischen Pokal der Pokalsieger (Asian CWC) der Saison 1990/1991. In derselben Spielzeit gewann er einen weiteren Titel, den iranischen Pokal (Hazfi Cup) (1990/1991). Die Erfolgsstory des Trainers Parvin setzte sich nicht fort, als die Nationalmannschaft bei der Asienmeisterschaft 1992 in Japan bereits in der Vorrunde ausschied und die Heimreise antrat, eine außergewöhnliche Situation für die Fußballmacht Asiens. Mit seinem Klub war er nach wie vor erfolgreich. Im Jahr 1992 gewann er den lokalen Wettbewerb Tehran Super Cup. In der Spielzeit 1992/1993 wurde er mit seinem Verein Iranischer Vizemeister und zog wieder in das Endspiel des Asiatischen Pokal der Pokalsieger Wettbewerbs, in dem man knapp mit 1:2 den Yokohama Marinos unterlag. Mit der Nationalelf erlebte er jedoch einen weiteren Rückschlag, als die Qualifikation zur WM 1990 in den USA nicht gelang. Parvin nahm danach eine Auszeit und gab alle Ämter auf. Erst in den späten 1990er Jahren kehrte er wieder auf die Bühne des iranischen Fußballs zurück. Zur Spielzeit 1998/1999 übernahm er den Cheftrainerposten bei seinem Verein, dem Persepolis Teheran, mit denen er zweimal hintereinander (1998/1999, 1999/2000) die Azadegan League, die iranische Meisterschaft und in der Spielzeit 1998/1999 den iranischen Pokal (Hazfi Cup) gewann. Persepolis schaffte unter Parvin zweimal hintereinander (1999/2000, 2000/2001) den Einzug in das Halbfinale des AFC Champions League, in denen man zweimal ostasiatischen Teams unterlag, aber das Spiel um Platz 3 für sich entschied.
In den 2000er Jahren wurde Parvin mit Persepolis in der Spielzeit 2000/2001 Vizemeister in der letzten Saison der Azadegan League. Im Jahr 2001 wurden die iranischen Fußballligen reorganisiert. Die IPL wurde als höchste Spielklasse eingeführt und die Azadegan League wurde die zweithöchste Spielklasse Irans. Bereits in der IPL-Spielzeit 2001/2002 gelang Parvin die nächste nationale Meisterschaft mit Persepolis Teheran. Nachdem der erfolgsverwöhnte Klub in der darauffolgenden Spielzeit 2002/2003 am Ende nur den dritten Tabellenrang belegt hatte, trat Parvin von seinem Posten zurück. Zur Spielzeit 2005/2006 wurde er wieder Cheftrainer von Persepolis Teheran. Nach vielen vereinsinternen Querelen mit der Klubführung und einiger Spieler (u. a. Madanchi) und wüsten Beschimpfungen seitens weniger Fans, beendete der ewige Soltan vorerst das Kapitel Persepolis Teheran und verließ mit gebrochenem Herzen den Palast, den er in vier Jahrzehnten (federführend) aufbaute.
Ali Parvin erwarb am 30. April 2007 die Ligalizenz von Ekbatan F.C., dessen Namen er in Steel Azin FC änderte und deren Geschicke er als Manager leitet. Steel Azin spielte in der darauffolgenden Saison in der Azadegan League (Liga 2) und verpasste knapp den Aufstieg in die IPL. In der abgelaufenen Saison schaffte Steel Azin den Aufstieg in die IPL und wird in der kommenden Spielzeit in der höchsten iranischen Liga spielen.

## Erfolge, Ehrungen und Wissenswertes

### Vereinstitel (Spieler)
- 1971/1972 Persepolis Teheran – Iranischer Meister
- 1973/1974 Persepolis Teheran – Iranischer Meister
- 1974/1975 Persepolis Teheran – Iranischer Vizemeister
- 1975/1976 Persepolis Teheran – Iranischer Meister
- 1976/1977 Persepolis Teheran – Iranischer Vizemeister
- 1977/1978 Persepolis Teheran – Iranischer Vizemeister
- 1978/1979 Persepolis Teheran – Pokalsieger (Tehran Hazfi Cup)

### Vereinstitel (Spielertrainer)
- 1980/1981 Persepolis Teheran – Teheraner Pokalfinalist (Tehran Hazfi Cup)
- 1981 Persepolis Teheran – Turniersieger (Vahdat International Cup)
- 1981/1982 Persepolis Teheran – Teheraner Pokalsieger (Tehran Hazfi Cup)
- 1981/1982 Persepolis Teheran – Inoffizieller iranischer Meister (Tehran League Cup)
- 1985/1986 Persepolis Teheran – Inoffizieller iranischer Meister (Tehran League Cup)
- 1986/1987 Persepolis Teheran – Inoffizieller iranischer Meister (Tehran League Cup)
- 1986/1987 Persepolis Teheran – Teheraner Pokalsieger (Tehran Hazfi Cup)
- 1987/1988 Persepolis Teheran – Iranischer Pokalsieger (Hazfi Cup)

### Vereinstitel (Trainer)
- 1988/1989 Persepolis Teheran – Inoffizieller iranischer Meister (Hevdah-e Sharivar League)
- 1989/1990 Persepolis Teheran – Iranischer Vizemeister
- 1990/1991 Persepolis Teheran – Iranischer Pokalsieger (Hazfi Cup)
- 1990/1991 Persepolis Teheran – Pokalsieger (Asiatischer Pokal der Pokalsieger)
- 1992/1993 Persepolis Teheran – Iranischer Vizemeister
- 1992 Persepolis Teheran – Pokalsieger (Tehran Super Cup)
- 1992/1993 Persepolis Teheran – Pokalfinalist (Asiatischer Pokal der Pokalsieger)
- 1998/1999 Persepolis Teheran – Iranischer Meister
- 1998/1999 Persepolis Teheran – Iranischer Pokalsieger (Hazfi Cup)
- 1999/2000 Persepolis Teheran – Iranischer Meister
- 1999/2000 Persepolis Teheran – AFC Champions League – Dritter Platz
- 2000/2001 Persepolis Teheran – Iranischer Vizemeister
- 2000/2001 Persepolis Teheran – AFC Champions League – Dritter Platz
- 2001/2002 Persepolis Teheran – Iranischer Meister

### Iranische Fußballnationalmannschaft (Spieler)
- 1970 ECO-Pokal (RCD/ECO Cup) im Iran – Pokalsieger
- 1972 Fußball-Asienmeisterschaft in Thailand – Asienmeister
- 1972 Olympische Sommerspiele in Deutschland – Vorrunde
- 1974 ECO-Pokal (RCD/ECO Cup) im Iran – Pokalfinalist
- 1974 Asienspiele im Iran – Goldmedaille
- 1976 Fußball-Asienmeisterschaft im Iran – Asienmeister
- 1976 Olympische Sommerspiele in Kanada – Viertelfinale
- 1978 Fußball-Weltmeisterschaft in Argentinien – Vorrunde

### Iranische Fußballnationalmannschaft (Trainer)
- 1990 Asienspiele in China – Goldmedaille

## Wissenswertes

### Persepolis Teheran
- Erfolgreichster Trainer in der Vereinsgeschichte
- Erfolgreichster Trainer im iranischen Klubfußball
- Rekordtrainer (ca. 450 Spiele)
- Ältester Spieler und Torschütze in einem Spiel (Alter: 42)
- Rekordspieler (292 Spiele)
- Zweitbester Torschütze (99 Treffer)
- Rekordspielführer (168 Spiele)

### Iranische Fußballnationalmannschaft
- Erstes Länderspiel: 1. September 1970 ---  Iran 7:0  Pakistan
- Letztes Länderspiel: 12. März 1980 ---  Iran 4:0  Singapur
- Länderspiele:     76
- Länderspieltore:  13
- Kapitän der Nationalmannschaft bei der Fußball-Weltmeisterschaft 1978 in Argentinien
- Bester/Wertvollster Spieler (englisch Most Valuable Player) bei der Fußball-Asienmeisterschaft 1976 im Iran

Stand: 7. Juli 2008